# عزل النفايات
عزل النفايات (بالإنجليزية: Waste Containment) هو مصطلح يُطلق على مجموعة من الإجراءات والتقنيات التي تهدف إلى منع تسرّب المواد الصلبة أو السائلة أو الخطرة من مواقع تخزين النفايات إلى البيئة المحيطة. يشمل العزل جوانب تصميمية وهندسية لتأمين المكبات والمستودعات، وتقليل التلوث الذي قد يصيب التربة أو المياه الجوفية.

## أنواع العزل
- عزل رأسي – لمنع انتشار الملوثات في العمق أو الجوانب، ويُستخدم فيه الطين المضغوط أو الجدران الحاجزة.
- عزل أفقي – بطانات قاعدية تمنع تسرب السوائل إلى الأسفل.
- عزل علوي (غطاء) – يُوضع بعد امتلاء المكب لمنع دخول المياه وصد الغازات.

## التقنيات المستخدمة
- الطين الصناعي أو بطانات الطين الجيولوجية (GCLs): مواد ذات نفاذية منخفضة تُستخدم في القاعدة أو الجدران.[2]
- الأغشية البوليمرية: مثل HDPE أو PVC، وتُستخدم لعزل القاع أو السقف.
- أنظمة تصريف الراشح (Leachate): شبكة أنابيب تجمع السوائل المتسربة وتمنع تراكمها.
- أنظمة التهوية والغازات: لتصريف الغازات الناتجة من التحلل العضوي مثل الميثان.

## أهمية العزل
- حماية المياه الجوفية من التسرب الكيميائي أو البيولوجي.
- منع انبعاث الروائح والغازات السامة.
- تأمين المنشآت المجاورة من المخاطر البيئية.
- تقليل الحاجة لمعالجة التلوث لاحقًا، وهو أكثر كلفة وتعقيدًا.

## استخدامات العزل
- مدافن النفايات البلدية
- مواقع النفايات الخطرة أو الصناعية
- مواقع تخزين الرماد أو المخلفات النفطية
- الخزانات الجوفية ومناطق إعادة التدوير

## معايير التصميم
- يجب أن يكون معامل النفاذية أقل من 10⁻⁷ سم/ثانية.
- مقاومة عالية للمواد الكيميائية.
- مرونة تحت ضغط عالي.
- ثبات حراري وتحمّل للتغيرات المناخية.[3]

## التحديات
- ضعف التنفيذ في بعض الدول النامية.
- التشققات أو الهبوط الأرضي المفاجئ.
- تآكل الأغشية بمرور الزمن.
- ارتفاع التكلفة في مشاريع العزل المتقدمة.